# Samsung Wave II
Samsung Wave II (S8530) — смартфон компании Samsung Electronics, работающий на новой мобильной платформе Bada.
Поскольку большой спрос на Samsung Wave и Samsung Galaxy S привел к дефициту этих моделей, использующихся в них SuperAMOLED-экранов, компания Samsung выпустила преемников — модели Samsung Wave II, Samsung Galaxy S scLCD с экраном Super Clear LCD, с использованием технологии DNIe, которая применяется в плазменных телевизорах компании.
Модель в целом повторяет дизайн предшественника, однако имеет больший размер и улучшенные потребительские свойства.

## Особенности
- Сверхчёткий Super Clear дисплей (3,7", 800x480, LCD, 16,78 млн цв.);
- Процессор — ARM Cortex A8 с частотой 1 ГГц;
- Графический процессор — PowerVR SGX540;
- ОС Bada 1.2;
- Соответствует всем экологическим нормам SAR.

Стильный крепкий металлический корпус (в основном выполнен из алюминия); высококачественный пластик.
Работа с видео
- Воспроизведение всех распространённых видеоформатов (без конвертации);
- Воспроизведение и запись (на камеру 5 Мп) HD-видео;

Wave II позиционируется производителем как мобильная мультимедийная станция. Заявлена работа с большим количеством видеоформатов. Есть возможность редактирования видео (можно снимать, редактировать и сразу же размещать на YouTube, например).

### Дополнительные функции
- Доступ к социальным сетям (Facebook, Twitter, MySpace) с одного приложения — Social Hub
- Магазин приложений (виджетов) Samsung Apps, по количеству приложений магазин уступает многим своим прямым конкурентам;
- Датчик положения в пространстве, акселерометр;
- Виджеты;
- Виброзвонок;
- Запись с радио (несмотря на кажущуюся простоту, эта функция присутствует в очень немногих смартфонах).

## Проект BadaDroid
Несколько разработчиков с портала XDA Developers работают над проектом под названием BadaAndroid, который призван портировать операционную систему Android на старые смартфоны с Bada. На данный момент пользователь volk204 уже выпустил альфа-версию прошивок OmniROM для смартфонов Samsung Wave и Wave II. Прошивка содержит в себе ОС Android версии 4.4 KitKat. Уже сейчас прошивки можно скачать с портала XDA Developers и установить на свой страх и риск потерять работоспособность смартфона.
На данный моменту у прошивок есть ряд проблем и багов, например:
- Проблемы с использованием сетей 2G (3G работает нормально).
- Проблемы с аудиокодеками.
- Неправильная работа индикатора батареи.
- А также некоторые проблемы с коллективными звонками.

Хотя на данный момент доступны только альфа-версии прошивок, и в будущем они будут значительно улучшены, проект BadaDroid будет и дальше развиваться. 

## Комплект поставки
В комплект поставки входят:
- Телефон
- Аккумулятор Li-Ion 1500 мА·ч
- Зарядное устройство
- USB-кабель
- Проводная стереогарнитура
- Инструкция
- CD с ПО
- Вкладыш Samsung Apps

(для некоторых стран в комплекте также присутствует кожаный чехол от Samsung)